# 카타지나 키에지네크
카타지나 키에지네크(폴란드어: Katarzyna Kiedrzynek, 1991년 3월 19일 ~ )는 폴란드의 여자 축구 선수로 현재 프랑스 프르미에르 리그의 파리 생제르맹 페미닌에서 골키퍼로 활약하고 있다.

## 클럽 경력
2010년부터 2013년까지 엑스트랄리가 소속 여자 축구 클럽인 구르니크 웽치나 소속으로 활동했다. 2013년 7월 9일에 프랑스 디비지옹 1 페미닌 소속 여자 축구 클럽인 파리 생제르맹에 합류한 이후에 파리 생제르맹의 디비지옹 1 페미닌 6회 준우승, 쿠프 드 프랑스 페미닌 1회 우승·2회 준우승에 기여했다. 2014-15·2016-17 UEFA 여자 챔피언스리그에서는 파리 생제르맹의 준우승에 기여했다.

## 국가대표 경력
2011년에 폴란드 여자 축구 국가대표팀 선수로 데뷔했다. 2014년 12월에 국가대표팀 은퇴를 결정했다가 2016년 9월에 복귀했다.

## 수상
파리 생제르맹
- 디비지옹 1 페미닌 66회 준우승 (2013-14, 2014-15, 2015-16, 2017-18, 2018-19, 2019-20)
- 쿠프 드 프랑스 페미닌 1회 우승 (2017-18), 2회 준우승 (2013-14, 2016-17)
- UEFA 여자 챔피언스리그 2회 준우승 (2014-15, 2016-17)